# Ľadový potok (přítok Popradského plesa)
Ľadový potok je potok ve Vysokých Tatrách na západě okresu Poprad na Slovensku. Je to přítok Popradského plesa. Je dlouhý 2,1 km.

## Průběh toku
Odtéká z Ľadového plesa, které se nachází v nadmořské výšce 1924,8 m pod severozápadním svahem Končisté (2537,5 m). Protéká Zlomiskovou dolinou nejprve jihozápadním směrem, zprava přibírá přítok zpod Zlomiskové veže (2132,5 m) a pokračuje víceméně západním směrem. V nadmořské výšce 1498 m ústí do Popradského plesa, přičemž se větví na dvě ramena. Pravé rameno se pak vlévá do plesa přímo před horským hotelem, který stojí na břehu plesa.

## Fauna
V potoce se vyskytují pstruzi až do nadmořské výšky 1525 m, což je jejich druhé nejvýše položené stanoviště po Žabím potoku.